# Judaísmo Unido da Torá
Judaísmo Unido da Torá (em hebraico:  יהדות התורה, Yahadut HaTora ) é uma aliança de dois partidos políticos ultraortodoxos no Knesset israelense: Agudat Yisrael, um partido hassídico, e Degel HaTorah, um partido haredi. Foi formada pela primeira vez em 1992.
As duas partes nem sempre concordaram entre si sobre questões políticas. No entanto, eles cooperaram ao longo dos anos, e se uniram como um bloco de votação a fim de ganhar o número máximo de cadeiras no Knesset, uma vez que muitos votos extras podem ser desperdiçados se a cláusula de barreira não for atingida no sistema parlamentar de representação proporcional de Israel.
Quando a JUT se juntou à coalizão de Ariel Sharon em 2004, ela se dividiu em suas duas facções, Degel HaTorah e Agudat Israel. Porém, antes da eleição de 2006, ambas concordaram em reviver a aliança Judaísmo Unido da Torá, para não desperdiçar votos e alcançar a máxima representação no 17.º Knesset.
O partido conquistou 8 cadeiras nas Eleições legislativas de Israel em abril de 2019, contra 6 cadeiras nas Eleições legislativas de Israel em 2015. Este é, até agora, o melhor resultado de todos os tempos da coligação, tornando-os o quarto partido mais forte do Knesset.
Segundo o The New York Times, a JUT é notável por adotar sistemas de tecnologia e comunicação eletrônica, incluindo a Internet, em contraste com a tradição haredi.
Atualmente, a coligação é liderada pelo ex-ministro da Saúde de Benjamin Netanyahu, Yaakov Litzman.

## Ideologia
A Judaísmo Unido da Torá é uma coalizão de dois partidos ultraortodoxos, Agudat Israel e Degel HaTorah, que apresentam uma lista conjunta desde as eleições de 1992, nas quais conquistaram quatro cadeiras no Knesset. A JUT deseja manter um relacionamento de status quo em relação a questões de religião e estado. O partido não tem uma opinião uniforme sobre a questão do aumento de assentamentos nos territórios palestinos ocupados.

## Resultados Eleitorais

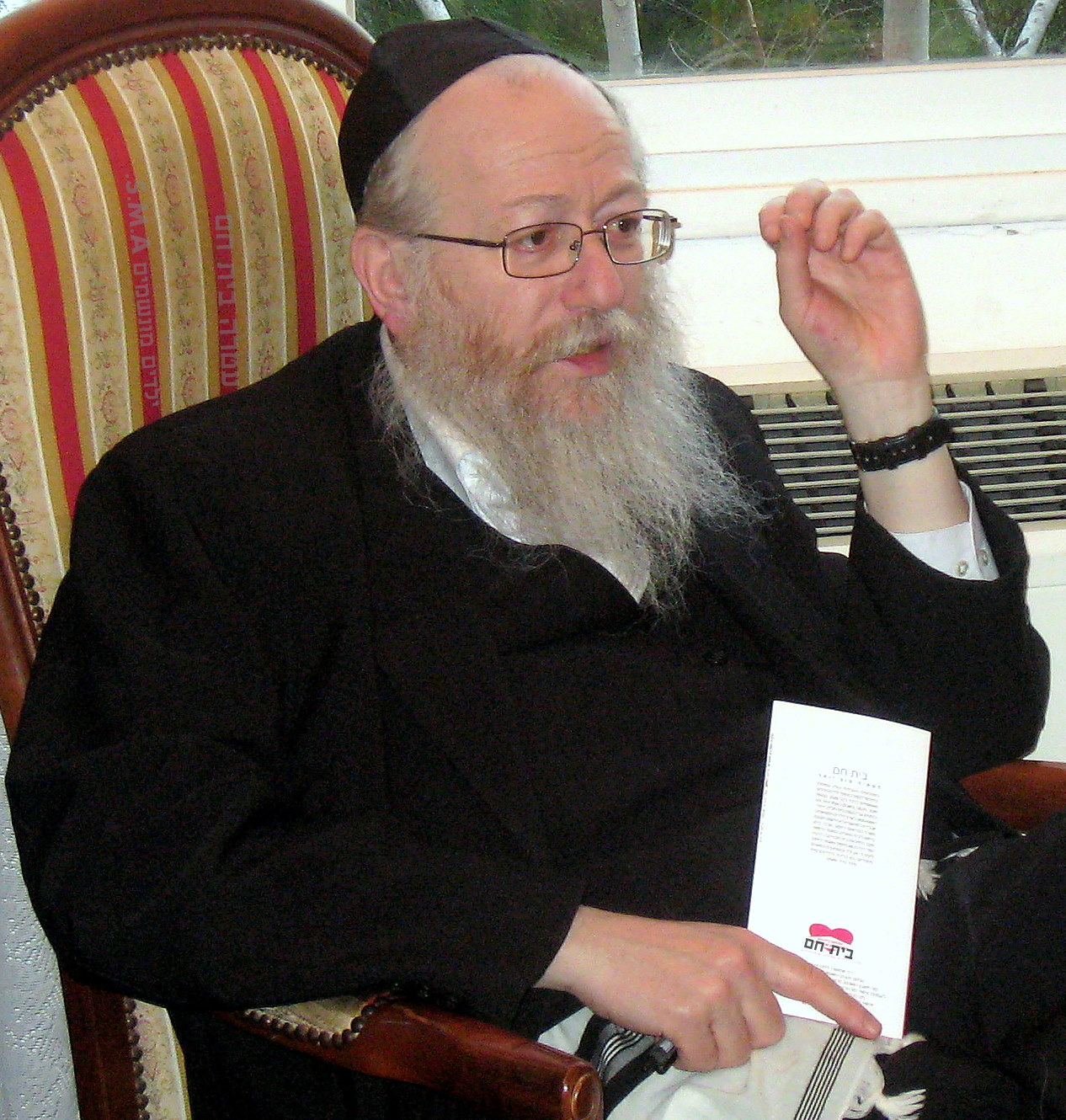
Yaakov Litzman, líder da coalizão.

| Eleição         | Líder                 | Votos   | %    | Posição | Assentos | +/–     | Status          | Notas  |
| --------------- | --------------------- | ------- | ---- | ------- | -------- | ------- | --------------- | ------ |
| 1992            | Avraham Yosef Shapira | 86.167  | 3.29 | 7ª      | 4 / 120  | Baixa   | Oposição        | [ 8 ]  |
| 1996            | Meir Porush           | 98.657  | 3.23 | 8ª      | 4 / 120  | Estável | Governo         | [ 9 ]  |
| 1999            | Meir Porush           | 125.741 | 3.80 | 9ª      | 5 / 120  | 1       | Governo         | [ 10 ] |
| 2003            | Yaakov Litzman        | 135.087 | 4.29 | 8ª      | 5 / 120  | Estável | Oposição        | [ 11 ] |
| 2006            | Yaakov Litzman        | 147.091 | 4.69 | 8ª      | 6 / 120  | 1       | Oposição        | [ 12 ] |
| 2009            | Yaakov Litzman        | 147.954 | 4.39 | 6ª      | 5 / 120  | 1       | Governo         | [ 13 ] |
| 2013            | Yaakov Litzman        | 195.892 | 5.16 | 6ª      | 7 / 120  | 2       | Oposição        | [ 14 ] |
| 2015            | Yaakov Litzman        | 210.143 | 4.99 | 9ª      | 6 / 120  | 1       | Governo         | [ 5 ]  |
| 2019 (Abril)    | Yaakov Litzman        | 249.049 | 5.78 | 4ª      | 8 / 120  | 2       | Eleição Anulada | [ 4 ]  |
| 2019 (Setembro) | Yaakov Litzman        | 268.688 | 6.06 | 6ª      | 7 / 120  | 1       | TBD             | [ 15 ] |